# 周懷政
周怀政（?—1020年），并州（治今山西太原）人。北宋宦官。
早年是孤兒，由宋太宗在戰場上拾得，送給周绍宗撫養。長大後依附寇準。真宗好道教，封祀泰山，命他修建行宫與圜台。官至昭宣使。
真宗多病，天禧三年（1019年）三月，周懷政打算謀立太子，並扶持寇準為相，便勾结永兴军巡检朱能说天书降於乾佑山，“中外咸识其诈，上独不疑”。
天禧四年（1020年）七月，暗中聯合親弟弟礼宾副使周怀信，加上客省使楊崇勳、內殿承制楊懷吉，決定议杀丁谓、废劉皇后，預立太子為帝，奉真宗为太上皇。不久杨崇勋和楊懷吉私下後悔，向雷允恭自首，雷充恭與曹利用討論後，在半夜將周懷政逮捕，真宗下令斬殺，史稱「乾佑天書」案。此案牽連多人，朱能恐懼，因此起兵造反，兵敗自殺，追隨朱能的軍官劉益等十一人被釘在木樁上三天三夜，再砍下四肢，最後斬首。寇準因此接連被貶安州、道州、雷州，女婿王曙、樞密副使周起也被外放。